# Alassane Razak Keita
Alassane Razak Keita (Abidjan, 28 settembre 1996) è un ex calciatore ivoriano, di ruolo attaccante.

## Carriera

### Club
Il 31 gennaio 2019 viene acquistato a titolo definitivo dalla squadra kosovara del Gjilani.